# 沙角鎮
沙角鎮（Sandy Point Town或Sandy Point）是加勒比海島國聖基茨和尼維斯聖基茨島的聖安娜沙角區的一個城鎮，也是該區的首府和該島的第二大城鎮，位於該島西北海岸，人口估計約3,140人。